# Sofia Ahmed
Sofia Ahmed (Sisak), hrvatska operna pjevačica, sopranistica

## Životopis
Rodila se je u Sisku. Diplomirala je solo pjevanje na Muzičkoj akademiji u Zagrebu (Nada Puttar-Gold), usavršavala se na Hochschule für Musik und darstellende Kunst u Beču (Leopold Spitzer). Solistica je Opere HNK u Zagrebu. Gostovala je u opernim kućama u Osijeku, Rijeci, Ljubljani, Mariboru. Sudjelovala je na festivalima kao što su Muzički biennale Zagreb, Međunarodna glazbena tribina u Opatiji, festival u Grosettu i dr.